# Remington Bravo 51

Le Remington Bravo 51 est un fusil de précision produit par Remington Arms. Il est aussi surnommé Kate II.

## Caractéristiques
- Calibre : 7.62 x 51 mm NATO
- Longueur du canon : 46-61 cm
- Masse à vide : environ 5 kg
- Longueur de la carabine : 112,5 cm (avec le canon de 61 cm)